# Cultura valdivia
La cultura Valdivia fue una cultura arqueológica precolombina que se desarrolló durante el Periodo Formativo Temprano, concretamente desde el 3800 al 1450 a. C. Esta cultura ocupó las tierras bajas de la costa del Ecuador, en las provincias de Santa Elena, Guayas, Los Ríos, Manabí y El Oro, incluyendo a la Isla Puná.Es más conocida porque fue una de las primeras culturas de América en llevar a cabo una revolución neolítica, es decir, empezar a fabricar vasijas de cerámica, adoptar un estilo de vida sedentario, construir villas y poblados y depender de la agricultura para conseguir alimentos.
La cultura valdivia es principalmente conocida por sus figurillas de cerámica y piedra comúnmente conocidas como Venus de Valdivia.

## Historia
La historia de la cultura valdivia se extiende por más de 2000 años, y cubre todo el período conocido como el Formativo Temprano. Para simplificar su comprensión, los expertos han dividido la historia de esta cultura en 8 fases, algunas de las cuales tienen sus respectivas sub fases. Aunque además de estas 8 fases, también se usan los períodos temprano, medio, tardío y terminal para referirse a diferentes momentos de la historia de la cultura vladivia.
El origen de valdivia se remonta a la más antigua cultura Las Vegas del período precerámico (como su nombre lo indica, las culturas de este período no tenían conocimiento de la alfarería). Dicha cultura fabricaba herramientas de piedra casi idénticas a las que se fabricarían más tarde en valdivia. Se cree que ya desde los tiempos de Las Vegas se inició el lento proceso de la domesticación de plantas que eventualmente llevaría a la aparición de una sociedad agrícola.
Se cree que el maíz fue introducido a la costa ecuatoriana en los últimos momentos del período precerámico, y seguramente su cultivo contribuyó a la aparición de la cultura valdivia. Sin embargo, es difícil definir el momento exacto en el que Las Vegas se convirtió en Valdivia, pero normalmente se acepta que la transición ocurrió cuando se empezó a fabricar objetos de cerámica,alrededor del 4400 o el 3800 a. C.
Se cree que el origen del ceviche se remonta con la cosecha de la concha Spondylus en los años 3500 a. C. a 1500 a. C. en esta cultura la cual tenía una dieta que usaba los productos marinos que luego fueron aprovechados en el ceviche.
Con esta transición llegaron todos los cambios propios de la vida Neolítica. La economía de caza y recolección y el estilo de vida seminómada fueron reemplazados por la economía agraría y el sedentarismo. Los primeros siglos de esta cultura se caracterizaron por la construcción de villas y pueblos y un muy rápido crecimiento de la población. Este fenómeno es conocido como la Transición Demográfica Neolítica, y los arqueólogos lo han detectado en todo el mundo. La población valdivia alcanzó su tamaño máximo durante la Fase 3 (2800-2400 a. C.)
Sin embargo, tras los máximos de la fase 3 inicia un período de lenta reducción de la población. Este fenómeno también es típico de la transición neolítica. Los pueblos más grandes empezaron a reducir su tamaño ya que la gente empezó a migrar a los alrededores, donde se construyeron gran cantidad de pequeños caseríos.
Los últimos registros de la cultura valdivia ocurren alrededor de 1450 a. C. Tras su desaparición, las áreas de valdivia fueron ocupadas por la cultura Machalilla, y posteriormente por la cultura Chorrera.

### El descubrimiento de Valdivia
Los restos de la cultura valdivia fueron descubiertos en mayo de 1956 por el arqueólogo ecuatoriano Emilio Estrada Icaza, quien encontró varias piezas de cerámica muy erosionadas en el sitio de Punta Arenas, Posorja. Y fue él mismo quien en octubre del mismo año descubrió el sitio de Valdivia, en el cual pudo identificar por primera vez la antigüedad de esta cultura, fue este sitio el que le dio nombre a esta cultura. Estrada no tardó en contactar con los célebres arqueólogos norteamericanos Betty Meggers y Clifford Evans, a quienes invitó a excavar el sitio.
Más tarde en el mismo año, los arqueólogos Carlos Zevallos Menéndez y Olaf Holm identificaron otro sitio valdivia conocido como San Pablo, iniciaron excavaciones inmediatamente.
Debido a la escasa información de la que disponían estos primeros investigadores, propusieron varias teorías sobre la cultura valdivia que hoy en día han sido demostradas como equivocadas. Primeramente, ya que los primeros sitios valdivia descubiertos estaban todos junto al mar y en zonas bastante áridas, estos primeros arqueólogos pensaron que los valdivia vivían únicamente de los recursos que provee el mar, pescando y recolectando moluscos, sin ningún conocimiento de la agricultura. Y en segundo lugar, debido a que ellos no habían encontrado la cerámica tosca que se podría esperar de una cultura que apenas estaba empezando a experimentar con esta tecnología, los primeros arqueólogos pensaron que los valdivia no inventaron la cerámica por sí solos, sino que tuvieron que aprenderla de alguien más. Meggers, Evans y Estrada propusieron que el conocimiento de la alfarería vino desde las islas del Japón, ya que hay muchas similitudes entre la cerámica valdivia y la cerámica de los períodos jomón temprano y medio. Según estos investigadores, pescadores jomón se habrían perdido en el mar y las corrientes los habrían arrastrado hasta las costas del Ecuador.
En sus excavaciones en San Pablo, en los sesenta, Zevallos Menéndez dio con los restos de una vasija que contenían la impresión de un grano de maíz. Esta y otras evidencias reunidas por el arqueólogo finalmente demostraron que la cultura valdivia no solamente conocía la agricultura, sino que dependía de ella como su principal fuente de alimentos.
En los años setenta, una nueva ola de arqueólogos empezaron a realizar investigaciones que revolucionaron nuestra manera de entender esta cultura; En 1971, el alemán Henning Bischof encontró un complejo cerámico posiblemente anterior a valdivia conocido como San Pedro. En 1974, Betsy Hill creó la cronología de 8 fases que se usa hasta hoy en día. Uno de los principales resultados de estas nuevas investigaciones es que se demostró que valdivia era bastante más antigua de lo que se pensó inicialmente, incluso más antigua que los períodos jomón temprano y medio, lo que significa que el conocimiento de la alfarería no llegó desde el Japón. Por otro lado, el arqueólogo Presley Norton inició excavaciones en el sitio de Loma Alta y un equipo de la Universidad de Illinois empezó a excavar en Real Alto en 1974 (sitio que había sido descubierto por el ecuatoriano Jorge Marcos Pino en 1971). Estas excavaciones trajeron nuevas técnicas que permitieron a los arqueólogos estudiar la arquitectura valdivia, tema que era desconocido hasta el momento.

## Política y sociedad
El estudio de la organización social y política de culturas tan antiguas es muy difícil ya que no sobreviven registros escritos que puedan indicarnos como funcionaban estas sociedades. Sin embargo, los expertos son capaces de entender como se organizó la cultura Valdivia a través del estudio de sus tumbas, del tamaño de sus viviendas, y del tamaño y distribución de sus poblados. 

### Organización social
Algunos arqueólogos piensan que la población Valdivia habría estado separada en clases sociales. Pues entre los entierros Valdivia hay un contraste entre aquellas personas que fueron enterradas humildemente en sus viviendas y aquellas que fueron enterradas en centros ceremoniales, normalmente compuestos por montículos que se encuentran en el centro mismo de los poblados Valdivia. Parece entonces ser que los centros ceremoniales habrían sido un lugar de entierro reservado para las personas de clase alta. Algunos incluso creen que la clase social podía heredarse de padres a hijos, ya que en el sitio Real Alto se encontraron los restos de un niño enterrado en una posición privilegiada en uno de estos montículos ceremoniales, este niño habría nacido con un rango social privilegiado, ya que no tuvo tiempo en la vida para ganar este estatus por sus propios méritos debido a su corta edad.

#### La mujer en Valdivia
Algunos han propuesto que la sociedad valdivia era de naturaleza matrarcal. Es decir, eran las mujeres quienes controlaban la política de aquellos tiempos. Sin embargo, es extremadamente difícil esto debido a la falta de registros escritos. El arqueólogo Emilio Estrada vio las evidencias de este sistema social en la abundancia de figurillas femeninas. Notablemente escribió lo sigueinte:

Estos figurines no muestran vestimenta de ninguna especie, más uno, aquel que aparenta tener una especie de corona, tal vez indicativo de un régimen matriarcal.
Emilio Estrada Icaza

Otros vieron un entierro muy particular como la evidencia definitiva. Se trata del entierro de una mujer en el sitio Real Alto, la cual recibió atención muy especial. Primero, fue enterrada en el centro de su aldea, en una tumba recubierta por piedras de moler. Segundo, a sus pies fue enterrado un hombre degollado y descuartizado, evidencia de un posible sacrificio en honor a la mujer. Y tercero, hay otros de seis entierros en la misma tumba, que probablemente fueron los sacrificios anteriores en su honor. Sin embargo, hacen falta más estudios para poder estar seguros.

## Economía
El estudio de la economía de subsistencia en la cultura valdivia se ha visto frecuentemente complementado gracias a la evolución de los proyectos arqueológicos que se han ido desarrollado en la zona. Como las primeras investigaciones se llevaron a cabo exclusivamente cerca de la costa, las hipótesis sobre la economía valdiviana indica que esta giraba en torno a los recursos que se pueden extraer del mar.
De este modo, las primeras conclusiones destacadas por Emilio Estrada indicaban que los moluscos eran la principal fuente de alimento. El gran número de conchas encontrados en los diferentes estratos de los yacimientos de Valdivia, Buena Vista y Punta Arenas de Posorja así lo reflejan. Destacan entre más de cuarenta y dos especies distintas la Ananalocardia subrugosa y la Cerithidea valida. Estudios complementarios encontraron también restos de cítricos y ají, lo que sugiere que estas conchas se preparaban por maceración, siendo la primera referencia documentada de este tipo de preparación en América. Parece ser que las conchas también sirvieron para el intercambio al haberse encontrado estas en asentamientos de otras culturas coetáneas ubicados en el interior del continente, como por ejemplo, la cultura Guañape (Perú), Barlovento (Colombia), Monagrillo (Panamá), y diferentes asentamientos en Chile y México, estamos pues ante la primera cultura eminentemente comercial marítima de América. Unos cinco siglos antes del inicio de nuestra era, los contactos marítimos con pueblos del oeste de México, Centroamérica, Colombia y Perú ya eran regulares y constituían auténticas rutas comerciales. Lo importante de este hecho es que el intercambio sobre la base de conchas tiene su origen e impulso en esta cultura con toda certeza, ya que el 90% de las mismas se encuentran en las costas del actual Ecuador, especialmente en zonas de bahía.
Además de los moluscos, se han encontrado también restos de peces y ocasionales huesos de venado, lo que indica que practicaban la pesca y la caza.
En 1965, Persley Norton realizó las primeras investigaciones en el interior de la selva ecuatoriana y, entonces, se complementó el esquema de la economía de subsistencia valdiviana con la agricultura. Aprovechando la fertilidad que aportaban los ríos Verde y Zapotal, se desarrolló  una incipiente domesticación de plantas. Entre sus cultivos principales,  podemos destacar: achira, lerén, ají, una especie de maíz llamada kcello ecuatoriano, porotos, calabazas, yuca, camote, maní y algodón. También recolectaban frutos silvestres como papayas, piñas, chirimoyas y paltas.
Las evidencias de estas prácticas se consolidan con la aparición de gran cantidad de manos de moler y metates hallados que indican la molienda de raíces, semillas y granos de maíz. Además, los arqueólogos han hallado estratos de una longitud superior a los dos kilómetros que pudieron responder a restos de pequeñas canalizaciones para regular el riego o para evitar el desaprovechamiento del agua.

## Arte y artesanía

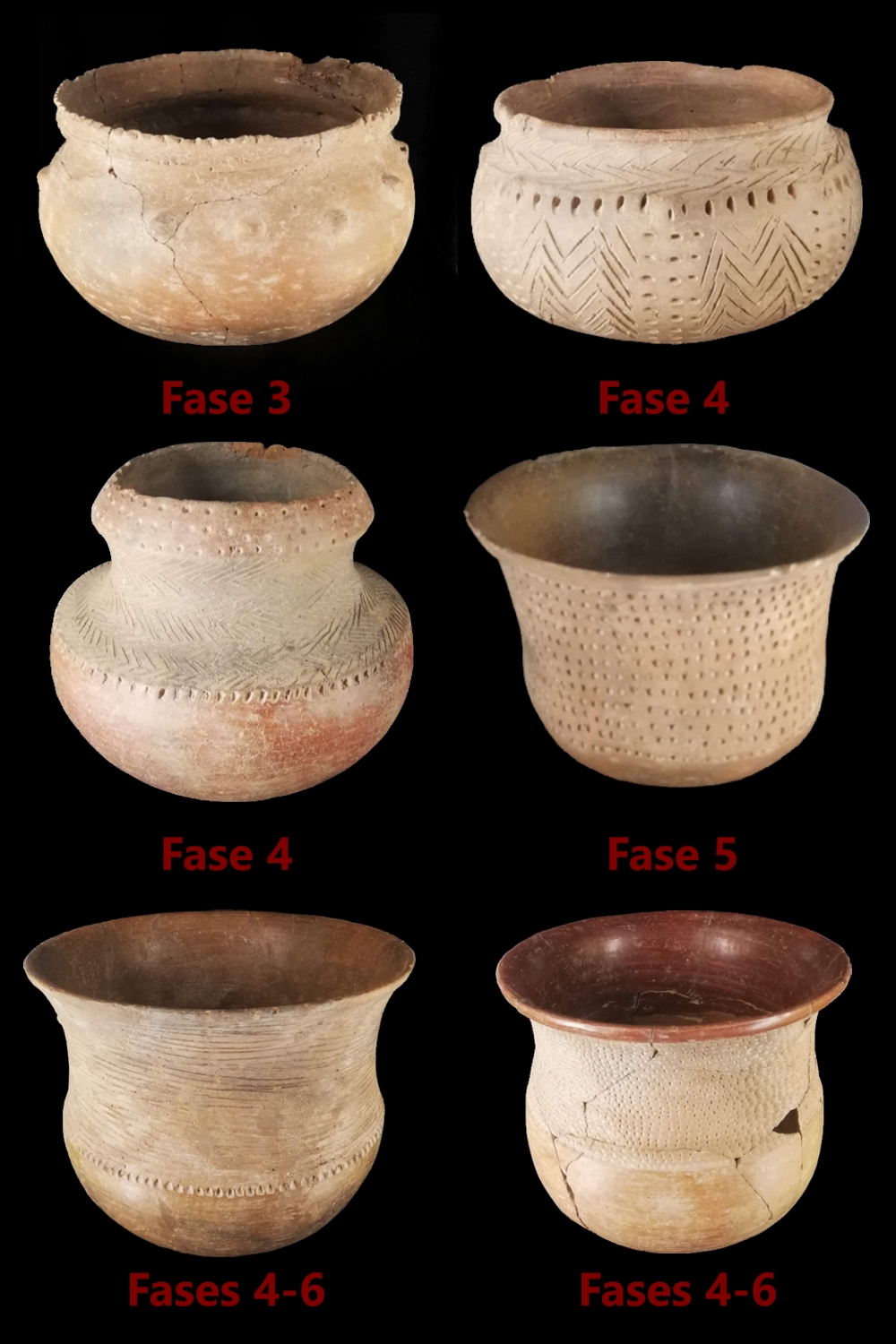
Ollas de la cultura Valdivia de la colección del museo Casa del Alabado.

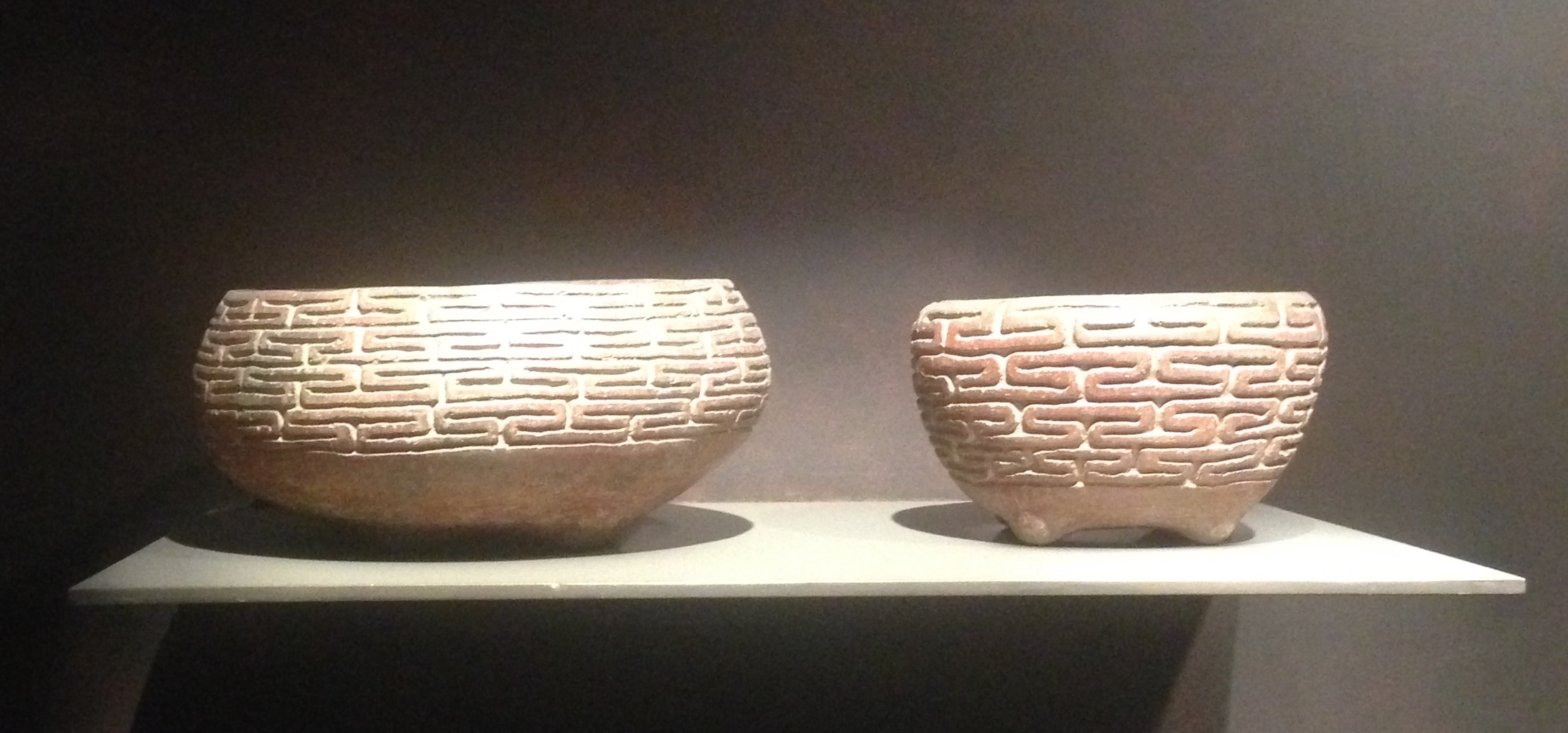
Cuencos valdivia del tipo Rojo Inciso (Valdivia Red Incised).

Al igual que la cultura Las Vegas, los valdivianos utilizaron la fauna local para hacer herramientas. Elaboraron punzones elaborados a partir de las espinas de aletas de pescado y labraron conchas de especies como la Spondylus, la Mactrella clisia y la Dosinia dunkeri. También trabajaron la piedra con distintas técnicas para fabricar herramientas como  cuchillos de lasca, machacadores, metates, pulidores, pesos para pescar y raspadores. Algunas de las piedras que utilizaron (como la cuarcita, la calcedonia, el cuarzo o el jaspe) no existen naturalmente en las tierras valdivianas, por lo que tuvieron que ser traídas desde lugares más lejanos.
Sin embargo, el elemento que realmente diferencia a Valdivia de su antecesora (la cultura Las Vegas) es la cerámica. Pues la cerámica valdivia está sin duda alguna, entre las más antiguas del continente. Incluso se ha llegado a proponer que las tierras valdivianas fueron el lugar de origen de la cerámica en el continente americano. Las ollas y recipientes cerámicos valdivia han sido clasificados en varios tipos por los arqueólogos. Los diferentes estilos de cerámica fueron cambiando con el tiempo a lo largo de la existencia de la cultura Vladivia, algunos de estos estilos se fabricaron solo durante ciertos períodos específicos de tiempo, por lo que los arqueólogos los utilizan como indicadores para poder fechar sus excavaciones.
La cerámica valdiviana, en términos generales, se caracteriza por la falta de uniformidad.Es decir, no existen dos vasijas iguales, a pesar de que las vasijas de un mismo tipo son similares en forma y decoración, nunca son exactamente idénticas. Esto se debe a que las vasijas se fabricaban de manera artesanal, cada maestro alfarero habría creado sus vasijas sin seguir ningún tipo de estándar. La técnica de fabricación más utilizada entre los alfareros valdivia era la del urdido. Entre las formas más comunes para las vasijas Valdivia encontramos ollas con cuellos altos, con apariencia casi como de una campana, ollas de cuello corto y cuencos. Y entre las técnicas de decoración más comunes podemos encontrar el acordelado, las incisiones cruzadas, las protuberancias hechas con los dedos, el corrugado, la decoración peinada, el decorados con uñas, el estampado con concha, los estampados en zig zag, los excisos, los impresos con cuerda trenzada, el impresos con tejidos, etc.De entre las técnicas de decoración cabe resaltar el cuidadoso pulido que se aplicó a algunas vasijas y el uso del engobe rojo, que le da su color característico a las vasijas valdivia.
Los valdivia no trabajaron el metal. Pero sus descendientes de la cultura chorrera fueron de los primeros en trabajar el metal Ecuador.

### Figurillas de valdivia
Las figurillas Valdivia son probablemente el elemento más conocido del arte Valdiviano. Estas suelen ser pequeñas estaquillas que comúnmente representan mujeres. Popularmente se las suele llamar "Venus de Valdivia", sin embargo este nombre ha sido cuestionado porque atribuye a estas representaciones figurativas un significado meramente sexual.
Los ejemplares más antiguos de estas figurillas fueron fabricados en piedra. Pero a partir de la Fase II (3300 - 2800 a. C.) se empezó a fabricar figurillas de cerámica. La técnica para crearlas consistía en unir de dos cordones de arcilla para luego, una vez unidos, ir dando forma al cuerpo. Los extremos de los cordones se dejaban separados para formar las piernas a partir de estos.Usualmente se les daba un acabado con engobe rojo, el cual les da su apariencia tan característica.
Estos artefactos han aparecido en toda clase de contextos arqueológicos. Es decir se las ha encontrado tanto en unidades domésticas, templos y enterramientos, como se las ha encontrado en basureros valdivia.
Se han barajado diversas hipótesis para dar explicación a la creación de estas figurillas. Una teoría muy común sobre su uso dice que estas sirvieron en rituales para propiciar la fertilidad. Otra teoría dice que los chamanes Valdivia las utilizaron en ceremonias sanadoras para curar enfermedades causadas por malos espíritus. También hay quien dice que los chamanes las usaron para atrapar espíritus de otros mundos y traerlos a este mundo. Y otra teoría popular entre los científicos dice que las figurillas formaron parte de un ritual de paso entre las mujeres Valdivia, ya que diferentes figurillas representan diferentes etapas de la vida de una mujer.Sin embargo, ninguna de estas hipótesis ha sido demostrada.

### Morteros

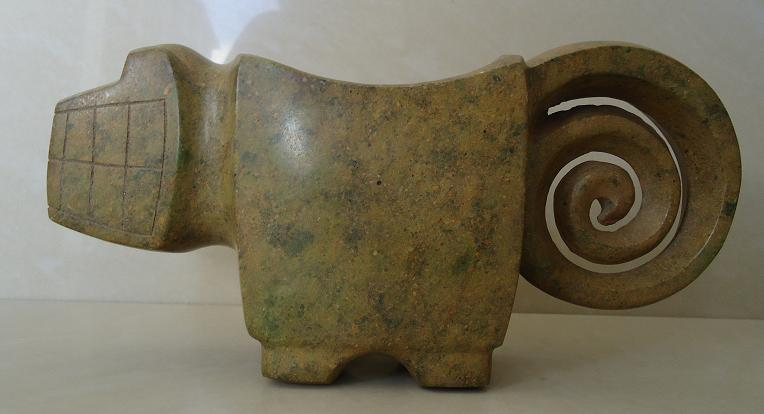
Mortero con forma de mono.

Se ha dicho que los morteros de piedra pulida, tallados en forma de animales como de felinos, monos y loros, pertenecieron a la cultura Valdivia. Estos servirían para pulverizar sustancias medicinales y alucinógenas como la hoja de coca, moler alimentos, preparar pigmentos o colorantes caseros, etc. Sin embargo, cabe señalar que estos también han sido atribuidos a cultruas posteriores como Machalilla y Chorrera. Desafortunadamente, la investigación arqueológica sobre estos artefactos es muy escasa. 

## Cultos fúnebres
Los Valdivia tenían varias maneras de enterrar a sus difuntos. Normalmente los adultos eran enterrados en posición fetal, sin ningún tipo de ajuar funerario con la ocasional excepción de algún hacha de piedra. Los niños por otra parte eran enterrados debajo de alguna olla colocada bocabajo. Alternativamente, se ha encontrado gran cantidad de entierros dentro de los postes y columnas de las casas Valdivia, los muertos se enterraban en estos lugares para que se convirtieran en guardianes del hogar. Esta tradición todavía se practica en ciertos lugares de la costa ecuatoriana hasta hoy en día.
Sin embargo, se han encontrado varias tumbas que parecen no seguir las tradiciones fúnebres más comunes de la cultura Valdivia. Estos normalmente ocurren en los montículos y las áreas centrales de los pueblos Valdivianos. Por este motivo se piensa que estos fueron los entierros de personas importantes y de clase alta. Los ejemplos más conocidos de estos entierros extraordinarios son las tumbas que se encontraron en el Montículo del osario, en Real Alto. Allí se enterró a una mujer de presumiblemente gran importancia en una tumba construida con piedras de moler, y alrededor de ella se enterraron los cuerpos de varios hombres que posiblemente fueron sacrificados en honor a esta mujer.También se encontraron entierros excepcionales en un montículos en La Emerenciana (provincia de El Oro), estos incluyen varios esqueletos que parecen haber sido enterrados sentados y en fardos funerarios, es decir, enrollados en tela o redes. Varios de estos habían sido pintados con color rojo y se colocaron gran cantidad de animales y conchas marinas como ofrendas.
Los perros domésticos también se sepultaban, siguiendo un patrón funerario parecido al de sus amos. 

## Relación de las primeras culturas ecuatorianas con otras culturas
Emilio Estrada realizó un análisis comparativo que consiste en tomar conjuntos de características de la cultura estudiada e investigar los diferentes sitios en los que pueda haber cierto número de semejanzas. En este sentido, se han hallado diversas coincidencias entre la cultura valdivia y las culturas Guañape (en Perú), Barlovento (en Colombia) y Monagrillo (en Panamá).
Uno de los puntos en común de todas estas culturas, es que en todas ellas se constituyen extensos depósitos de restos de conchas, lo que evidencia que en su origen se constituyeron cerca de antiguas bahías, a cierta distancia de la playa actual. Por otra parte, las cuatro culturas son consideradas los complejos cerámicos más antiguos de sus respectivas regiones. El análisis de ciertas características y rasgos cerámicos se repiten en las cuatro culturas: tipo de decoración, técnicas de fabricación, forma de las vasijas...
Respecto a las técnicas de fabricación, distintos restos de tazones y ollas encontradas en las diferentes áreas culturales, distinguen hasta tres técnicas de fabricación comunes en las cuatro culturas: desgrasante de arena gruesa, desgrasante de arena fina y construcción acordelada.
La simultaneidad con que estas características aparecen en regiones tan distantes, evidencia un posible contacto histórico.